# Ateliéry Bonton Zlín
Ateliéry Bonton Zlín a.s., zkráceně ABZ, byla filmová produkční společnost spravující největší archiv českých hraných filmů.

## Historie
Dne 8. srpna 1992 vznikla společnost Knižní klub spol. s r.o., která 12. listopadu 1998 byla přejmenována na Bonton plus s.r.o. Následně 1. ledna 2004 byla společnost převedena na akciovou s názvem Bonton plus a.s. Na název Ateliéry Bonton Zlín a.s. byla společnost přejmenována 13. května 2004. Společnost zanikla 1. prosince 2016.

## Činnost
ABZ se také zabývali animovanou filmovou produkcí. Ateliéry Bonton Zlín měli ve správě (v některých případech byly držiteli filmových práv) okolo 1500 českých hraných a dokumentárních filmů vyrobených v letech 1965–1991.
Mezi tyto filmy patří i filmy známých českých režisérů, jako je Jan Svěrák, Miloš Forman, Jiří Menzel, kteří jsou držiteli (nebo jejich filmy) filmové ceny Oskar a dobře známé tituly jako Ostře sledované vlaky, Lásky jedné plavovlásky, Skřivánci na niti, Obchod na korze, Hoří, má panenko, Obecná škola, které byly oceněny mezinárodními cenami. ABZ jsou také držiteli filmových práv okolo 250 animovaných filmů. Mnoho z nich vzniklo na základě populárních kreslených a loutkových postav jako je například Pat a Mat, Bob a Bobek, Spejbl a Hurvínek.
V prostorách ateliérů sídlí také produkční společnost FILMFEST, s.r.o., která pořádá nejstarší dětský filmový festival na světě – Mezinárodní festival filmů pro děti a mládež ve Zlíně ZLÍN FILM FESTIVAL.